# Varva

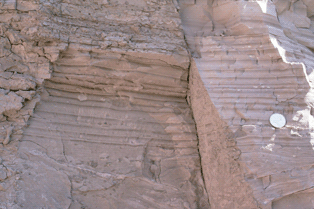
Varve del Pleistocene a Scarboro Bluffs, Toronto, Ontario, Canada. Le varve più larghe sono spesse più di mezzo pollice.

La varva è uno strato annuale di sedimento o roccia sedimentaria.
La parola "varva" viene derivata dalla parola svedese varv il cui significato e connotazioni includono "rivoluzione", "a strati", e "cerchio". Il termine per prima apparve come Hvarfig lera ("argilla varvata") sulla prima mappa prodotta dalla Ricerca Geologica Svedese nel 1862. Inizialmente, la varva venne utilizzata per descrivere i componenti separati degli strati annuali nei sedimenti del lago glaciale, ma al Congresso Geologico del 1910, il geologo svedese Gerard De Geer (1858-1943) propose una nuova formale definizione dove la varva veniva a descrivere il complesso di ogni strato sedimentario annuale. Più recentemente i termini introdotti come "annualmente laminati" sono sinonimi di varva.
Delle molte ritmiti trovate nelle registrazioni geologiche, le varve sono uno degli studi più importanti ed illuminanti sui mutamenti climatici del passato. Le varve sono tra gli eventi nella più piccola scala riconosciuti nella stratigrafia.

## Storia della ricerca sulla varva
Sebbene il termine "varva" sia stato introdotto soltanto alla fine del XIX secolo, il concetto di un ritmo annuale di sedimentazione ha almeno due secoli. Negli anni '40, Hitchcock intuì che alcuni sedimenti laminati del Nord America potessero essere stagionali, e nel 1884 Warren Upham postulò che una coppia di strati chiaro-scuro rappresentasse il deposito di un singolo anno. Nonostante questi brevi tentativi, il principale pioniere che rese popolare la ricerca sulla varva fu Gerard De Geer. Mentre lavorava per la Ricerca Geologica Svedese, De Geer notò una similarità visiva ravvicinata tra i sedimenti laminati che egli stava mappando e gli anelli dell'albero. Questo lo spinse a supporre che gli accoppiamenti grossolano-fine frequentemente trovati nei sedimenti dei laghi glaciali fossero strati annuali.
La prima cronologia della varva venne realizzata da De Geer a Stoccolma nell tardo XIX secolo. Seguì presto un ulteriore lavoro, e venne istituita una rete di siti lungo la costa orientale della Svezia. I sedimenti varvati esposti in questi siti si sono formati in condizioni glaciali sia lacustri che marine nel bacino del Baltico man mano che l'ultimo ghiacciaio continentale si ritirava verso nord. Nel 1914, De Geer scoprì che era possibile confrontare le sequenze di varve attraverso lunghe distanze misurando le variazioni nello spessore, e i distinti strati marcatori. Tuttavia, questa scoperta condusse De Geer e molti dei suoi collaboratori a fare correlazioni inesatte, che loro chiamarono 'teleconnessioni', tra continenti, un processo criticato da altri pionieri della varva come Ernst Antevs.
Nel 1924 fu istituito un laboratorio speciale dedicato alla ricerca sulla varva: l'Istituto Geocronologico. De Geer e i suoi collaboratori e studenti fecero viaggi in altre nazioni e continenti per indagare i sedimenti varvati. Ernst Antevs studiò i siti di Long Island, U.S.A. fino al lago Timiskaming e la Baia di Hudson, Canada, creando una cronologia della varva nord americana. Carl Caldenius visitò la Patagonia e la Terra del Fuoco, ed Erik Norin l'Asia centrale. D'ora in avanti, altri geologi studieranno le sequenze di varve, incluso Matti Sauramo che costruì una cronologia della varva dell'ultima deglaciazione in Finlandia.
Il 1940 vide la pubblicazione del saggio scientifico (ormai classico) di De Geer, la Geochronologia Suecica, nel quale egli presentò la Scala del Tempo Svedese, una cronologia di varva fluttuante per la recessione glaciale dallo Skåne all'Indalsälven. Lidén fece i primi tentativi di collegare questa scala del tempo con il giorno presente. Fin da allora, ci sono state revisioni e scoperte di nuovi siti, e quelli vecchi vennero riveduti e corretti. Attualmente, la cronologia della varva svedese è basata su migliaia di siti, e copre un arco di tempo di circa 13.200 anni.

## Formazione
Le varve si formano in una varietà di ambienti sedimentari marini e lacustri dovuti alla variazione stagionale e ai processi sedimentari clastici, biologici e chimici.
L'archetipo della varva classica è un accoppiamento (couplet) chiaro / scuro sedimentato in un lago glaciale. Lo strato chiaro di solito comprende un set di strati più grossolani di silt e sabbia fine, depositata sotto condizioni di più alta energia, quando l'acqua del disgelo viene a introdurre carichi di sedimenti dentro l'acqua del lago. Durante i mesi invernali, quando l'acqua prodotta dal disgelo e l'immissione di sedimenti sospesi si riducono, e quando la superficie del lago gela, i sedimenti minuscoli dell'argilla vengono depositati formando una serie di strati di colore scuro.
In aggiunta alla variazione stagionale di processi sedimentari e sedimentazioni, la formazione della varva richiede l'assenza di bioturbazione. Di conseguenza, le varve comunemente si formano sotto condizioni anossiche.
Un esempio marino ben noto di sedimenti di varva sono quelli trovati nel bacino di Santa Barbara, appena al largo della California.